# Orde van Ojaswi Rajanya

Baton van de Orde van Ojaswi Rajanya.

De Orde van Ojaswi Rajanya ("orde van de welwillende heerser") is een ridderorde van het koninkrijk Nepal. Over de orde is weinig materiaal beschikbaar, maar volgens de Nederlandse staatsalmanak is Koningin Beatrix "Grootkruis met Keten in de Orde van Ojaswi Rajanya van Nepal".
De orde werd op 14 mei 1934 ingesteld door koning Tribhuhvan Bir Bikram Shah Dev.

## Leden
- Anwar Sadat
- Beatrix der Nederlanden
- Charles III van het Verenigd Koninkrijk
- Elizabeth II van het Verenigd Koninkrijk
- Hirohito
- Josip Broz Tito
- Mohammed Ayub Khan